# Лајденска скала
Лајденска скала је температурна скала која се користила за калибрацију индиректних мерења на ниским температурама почетком двадесетог века, тако што је пружала конвенционалне вредности (у келвинима, тада названим „степени Келвина") напона паре хелијума. Користила се за температуре испод -183 °, почетну тачку Међународне температурне скале 1930их година.
Скала највероватније потиче из око 1894. године, када је Хајке Камерлинг Онес основао своју криогеничку лабораторију у Лајдену, Холандија.
Постојали су наводи да је ова скала заправо келвинова скала померена тако да су тачке кључања водоника и кисеоника 0 и 70, редом, али ово вероватно није истина. Кисеоник при стандардној атмосфери кључа на температури између 90.15 и 90.18 K. За водоник, та температура зависи од молекуларне варијације. Тачка кључања је 20.390 K за „обичан“ водоник (сачињен од 75% ортоводоника и 25% параводоника) и 20.268 K за чист параводоник. По наведеној дефиницији, апсолутна нула би била на -20.15°L.